# Affare Cocking
L'affare Cocking fu uno scandalo scoppiato nel 1941 negli Stati Uniti d'America, quando il governatore della Georgia Eugene Talmadge cercò di introdurre la segregazione razziale nelle università dello Stato. Talmadge incontrò la ferma resistenza del mondo accademico georgiano, ma sfruttò la sua posizione per forzare il licenziamento di tutti i dirigenti e i professori che si opponevano alla segregazione degli afroamericani. La segregazione degli atenei georgiani causò una grande ondata di proteste in Georgia e nel resto del Paese; l'iniziativa fu inoltre dichiarata incostituzionale e le università che avevano implementato la segregazione vennero disconosciute dalle autorità. Lo stesso Talmadge non beneficiò più del sostegno dell'opinione pubblica georgiana e venne sconfitto alle successive elezioni.

## Antefatti

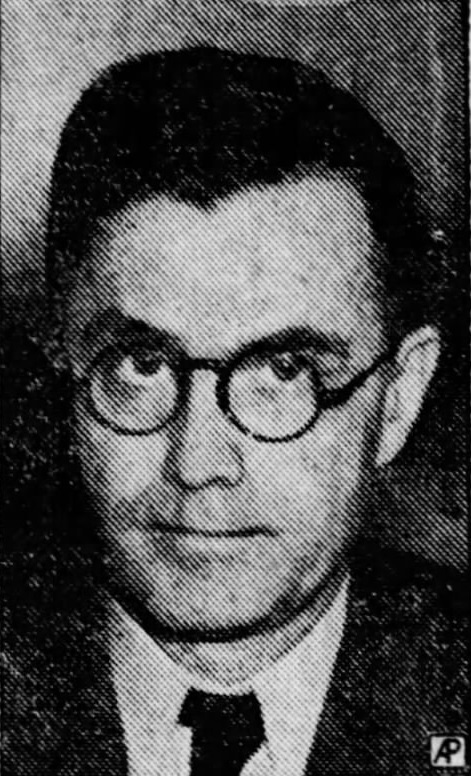
Il governatore della Georgia Eugene Talmadge

Durante gli anni 1930 il suprematismo bianco sperimentò uno dei suoi massimi picchi di popolarità negli Stati Uniti, e il Ku Klux Klan riprese ad essere un'importante forza politica del Profondo Sud. Eugene Talmadge, uno dei politici di spicco della Georgia dell'epoca, si affiliò al Klan e cercò quindi di perseguire una linea politica estremamente razzista e oppressiva contro gli afroamericani.
Rieletto governatore della Georgia nel 1940, spinto dalle richieste del Klan Talmadge cercò subito di implementare un'estesa segregazione razziale in tutti gli ambienti sociali dello Stato, compreso il mondo universitario.

## Lo scandalo

### Talmadge contro le università
L'affare Cocking (dal nome del decano Walter Cocking, uno dei principali accademici georgiani del tempo) scoppiò nella primavera 1941, quando Talmadge cominciò a premere sulle autorità degli atenei perché segregassero gli studenti afroamericani. Il personale universitario tuttavia in larga parte rifiutò di obbedire al governatore, in particolare dietro spinta di Walter Cocking e del cancelliere dell'Università della Georgia Harmon Caldwell.
Il governatore allora, constatata la resistenza degli universitari, cominciò a minacciare azioni drastiche contro tutti coloro che si fossero opposti alla segregazione. Per cominciare prese di mira Cocking, accusandolo di essere un comunista e premendo per il suo licenziamento durante le riunioni collegiali dei dirigenti universitari. Inizialmente i dirigenti votarono per allontanare Cocking, ma il cancelliere Caldwell minacciò a sua volta di dimettersi, costringendo l'assemblea a riconsiderare le proprie decisioni. Saputo quando stava accadendo, decine di professori e accademici georgiani firmarono una petizione per chiedere a Talmadge di non proseguire nelle sue imposizioni.
Nel giugno successivo l'assemblea universitaria si schierò definitivamente in favore di Cocking, permettendone il ritorno come decano. Furioso, Talmadge licenziò parte dei dirigenti universitari e li sostituì con propri sostenitori, ottenendo quindi il successivo e definitivo allontanamento di Cocking. Il governatore prese poi di mira tutti quei professori e accademici che avevano sostenuto il decano, licenziandone decine con pretesti più o meno validi.

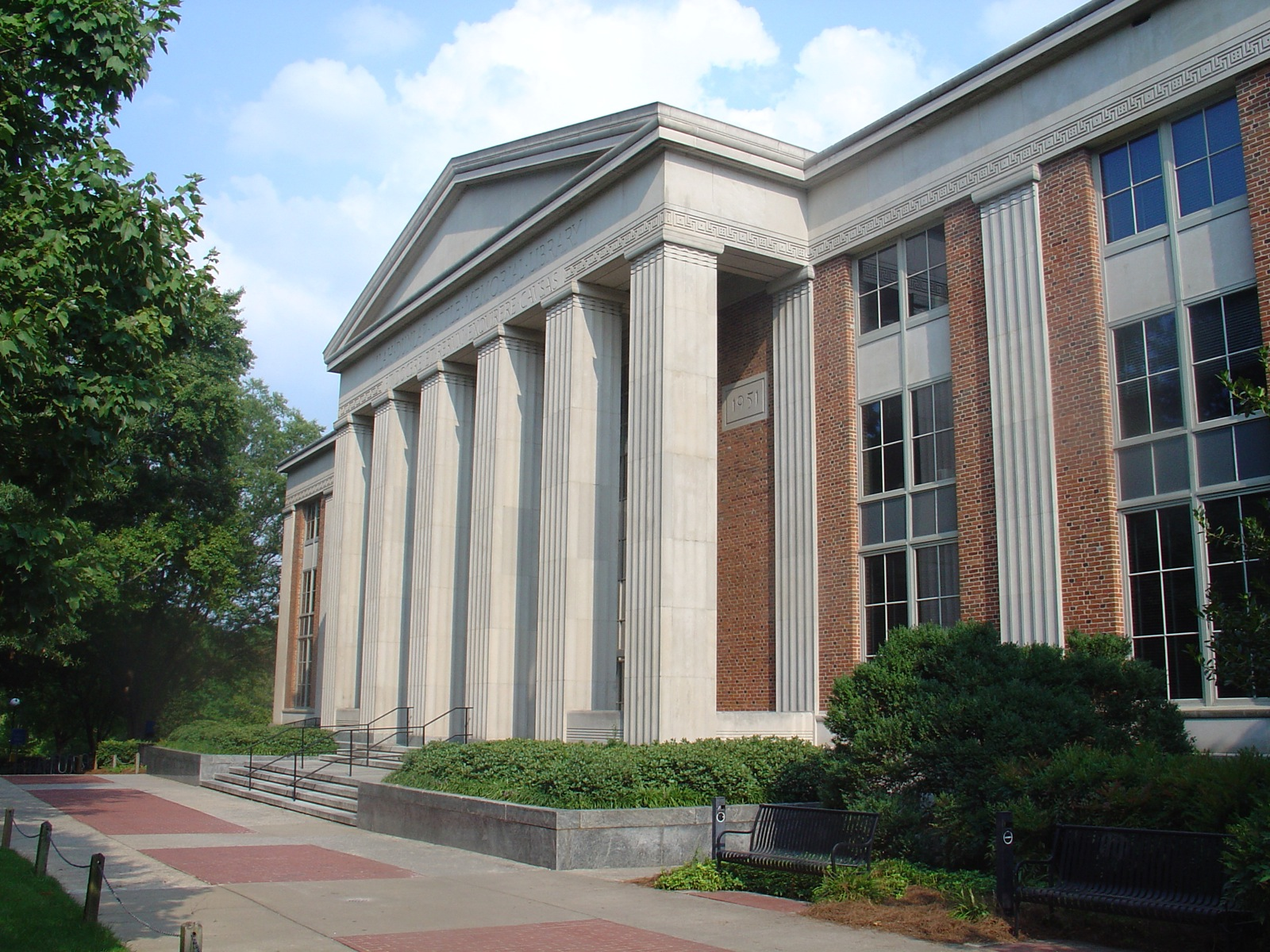
L'Università della Georgia

### Proteste e provvedimenti successivi
I seguaci di Talmadge si affrettarono a segregare le università georgiane, rendendole così estremamente difficili da frequentare per gli studenti afroamericani. Le azioni del governatore, ai limiti dell'autoritarismo, causarono grande scandalo, e tra la fine del 1941 e l'inizio del 1942 la Georgia fu animata da continue e partecipate proteste degli studenti, che chiedevano l'abolizione della segregazione e il ritorno di quanti erano stati licenziati.
Le azioni di Talmadge destarono costernazione anche a livello nazionale. L'Associazione delle Università del Sud condannò i provvedimenti del governatore, definendoli "grottesche interferenze politiche", e revocò le credenziali di tutti gli atenei georgiani che implementavano la segregazione, rendendoli di fatto strutture illegali e gettando quindi ampio discredito sul sistema educativo statale.

## Conseguenze
L'affare Cocking portò a una grave perdita di prestigio per la Georgia, che venne quindi stereotipata come uno degli Stati americani maggiormente razzisti e ignoranti. Lo scandalo ebbe conseguenze anche sulla carriera politica di Talmadge, che aveva sottovalutato la forza dell'opposizione alle sue risoluzioni e sopravvalutato la fedeltà dei georgiani nei suoi confronti, che cominciò a venire meno vista la sua sempre maggiore dipendenza dalla retorica del Ku Klux Klan. Alle elezioni locali del 1942 i liberali e gli oppositori del governatore, guidati dal procuratore generale Ellis Arnall, lo sconfissero di misura e tornarono a controllare la politica georgiana per i successivi quattro anni. Eugene Talmadge sarebbe tornato ancora una volta al potere nel 1946, e la sua morte in carica avrebbe poi scatenato la crisi dei tre governatori.